# 모리 그리스월드
몰리 아이작 그리스월드(Morley Isaac Griswold, 1890년 10월 10일, 네바다주 엘코 ~ 1951년 10월 3일, 네바다주 리노)는 미국의 정치인이자, 제16대 네바다 부지사와 제16대 네바다 주지사를 역임하였다.

## 학력
- 미시간 대학교

## 경력
- 1927.01 ~ 1934.03 제16대 네바다 부지사
- 1934.03 ~ 1935.01 제16대 네바다 주지사

## 역대 선거 결과
| 선거명      | 직책명        | 대수 | 정당   | 득표율 | 득표수   | 결과 | 당락               |
| ----------- | ------------- | ---- | ------ | ------ | -------- | ---- | ------------------ |
| 1926년 선거 | 네바다 부지사 | 16대 | 공화당 | 63.66% | 19,166표 | 1위  | 네바다 부지사 당선 |
| 1930년 선거 | 네바다 부지사 | 16대 | 공화당 | 59.44% | 19,876표 | 1위  | 네바다 부지사 당선 |
| 1934년 선거 | 네바다 주지사 | 17대 | 공화당 | 34.52% | 14,778표 | 2위  | 낙선               |